# Comair (Sudáfrica)
Comair fue una aerolínea con base en Sudáfrica. Efectuaba vuelos regulares domésticos como franquicia de British Airways y era miembro de la alianza de aerolíneas Oneworld. Su principal base de operaciones era el Aeropuerto Internacional OR Tambo, en Johannesburgo, con aeropuertos importantes en el Aeropuerto Internacional de Ciudad del Cabo y el Aeropuerto Internacional de Durban.

## Historia
La aerolínea fue fundada y comenzó a operar el 14 de julio de 1946 como Commercial Air Services. Fue fundada por los miembros de la Second World War South African Air Force, A. C. Joubert, J. M. S. Martin, L. Zimmerman y J. D. Human. Los vuelos regulares entre el Aeropuerto Rand, Johannesburgo o Durban comenzaron en 1948, utilizando una Cessna modelo 195.
La aerolínea creció durante las siguientes décadas, hasta el punto de poder efectuar las principales rutas nacionales en 1992, utilizando aviones Boeing 737-200. Además de vuelos de cabotaje a destinos como Ciudad del Cabo y Durban, también efectuaba algunos vuelos internacionales en el sur de África, como a Gaborone y Harare.
Se firmó un acuerdo de franquicia con British Airways en 1996 y a comienzos de 2000 British Airways adquirió una minoría del grupo. Comenzó a cotizar en el mercado de valores de Johannesburgo en julio de 1998. La aerolínea es propiedad de la directiva (25%), instituciones (52%), British Airways (18%) y empleados (5%) y tiene 1.447 empleados (en marzo de 2007).
En 2001 Kulula.com fue comprada. Se trata de una filial de Comair y funciona como aerolínea de bajo costo.
El 6 de septiembre de 2007 Comair amplió su acuerdo de franquicia con British Airways durante once años más
La aerolínea cesó operaciones el 31 de mayo de 2022.

## Destinos
Un mapa sin fecha en su sitio web, consultado en julio de 2020, indica que la compañía presta servicio a las siguientes ciudades.
| País      | Ciudad          | Aeropuerto                                         | Notas                 |
| --------- | --------------- | -------------------------------------------------- | --------------------- |
| Mauricio  | Port Louis      | Aeropuerto Internacional Sir Seewoosagur Ramgoolam |                       |
| Namibia   | Windhoek        | Aeropuerto Internacional de Windhoek Hosea Kutako  |                       |
| Sudáfrica | Ciudad del Cabo | Aeropuerto Internacional de Ciudad del Cabo        |                       |
| Sudáfrica | Durban          | Aeropuerto Internacional Rey Shaka                 |                       |
| Sudáfrica | Johannesburgo   | Aeropuerto Internacional de Johannesburgo          | Centro de operaciones |
| Sudáfrica | Port Elizabeth  | Aeropuerto de Port Elizabeth                       |                       |
| Zambia    | Livingstone     | Aeropuerto de Livingstone                          |                       |
| Zimbabue  | Harare          | Aeropuerto Internacional de Harare                 |                       |
| Zimbabue  | Victoria Falls  | Aeropuerto de Victoria Falls                       |                       |

## Flota

### Flota Actual
La flota de Comair incluye los siguientes aviones, con una edad media de 18.3 años (en septiembre de 2022):

## Incidentes y accidentes
- 1 de marzo de 1988: el vuelo 206 de Comair, utilizando un Embraer EMB 110 Bandeirante, se estrelló en Johannesburgo, matando a sus diecisiete ocupantes.[8]

- El 18 de junio de 2008, el vuelo 6203 de British Airways, un Boeing 737-400, de Johannesburgo a Durban, se salió de pista mientras aterrizaba en el aeropuerto internacional de Durban. Los 87 pasajeros y seis tripulantes pudieron evacuar el avión sin sufrir lesiones graves.[9]